# Hadula sublimis
Hadula sublimis là một loài bướm đêm trong họ Noctuidae.